# Corisco
Corisco (of Mandj) is een eilandje op ongeveer 25 kilometer van Rio Muni, voor de kust van Equatoriaal-Guinea. Het eilandje is ongeveer 14 km² groot en heeft een omtrek van 6100 meter. In de gemeente (Spaans: municipio) wonen 2443 mensen (2001).

## Geschiedenis
Het eilandje is vroeger lang in Europese handen geweest. De Portugezen waren de eersten die zich op het eilandje vestigden, namelijk in 1530. Ze gebruikten het vooral om slaven te halen en hadden er een aantal pakhuizen. Later wisten de Spanjaarden het eilandje te veroveren.
In 1642 namen de Nederlanders (in naam van de West-Indische Compagnie) het eilandje in, dat zij veroverden op de Spanjaarden. Zij gebruikten het eilandje vooral om slaven te vervoeren. De Spanjaarden veroverden het eilandje al in het jaar 1648 weer terug op de Nederlanders.
Later werd het door Frankrijk bij de rest van de kolonie Gabon gevoegd. Tegenwoordig maakt het deel uit van Equatoriaal-Guinea.